# 帰義県 (遼寧省)
帰義県（きぎ-けん）は中華人民共和国遼寧省にかつて存在した県。現在の北鎮市北部に相当する。
遼代に設置され、金代に廃止された。